# Прикарпаття (футбольний клуб, 2004)

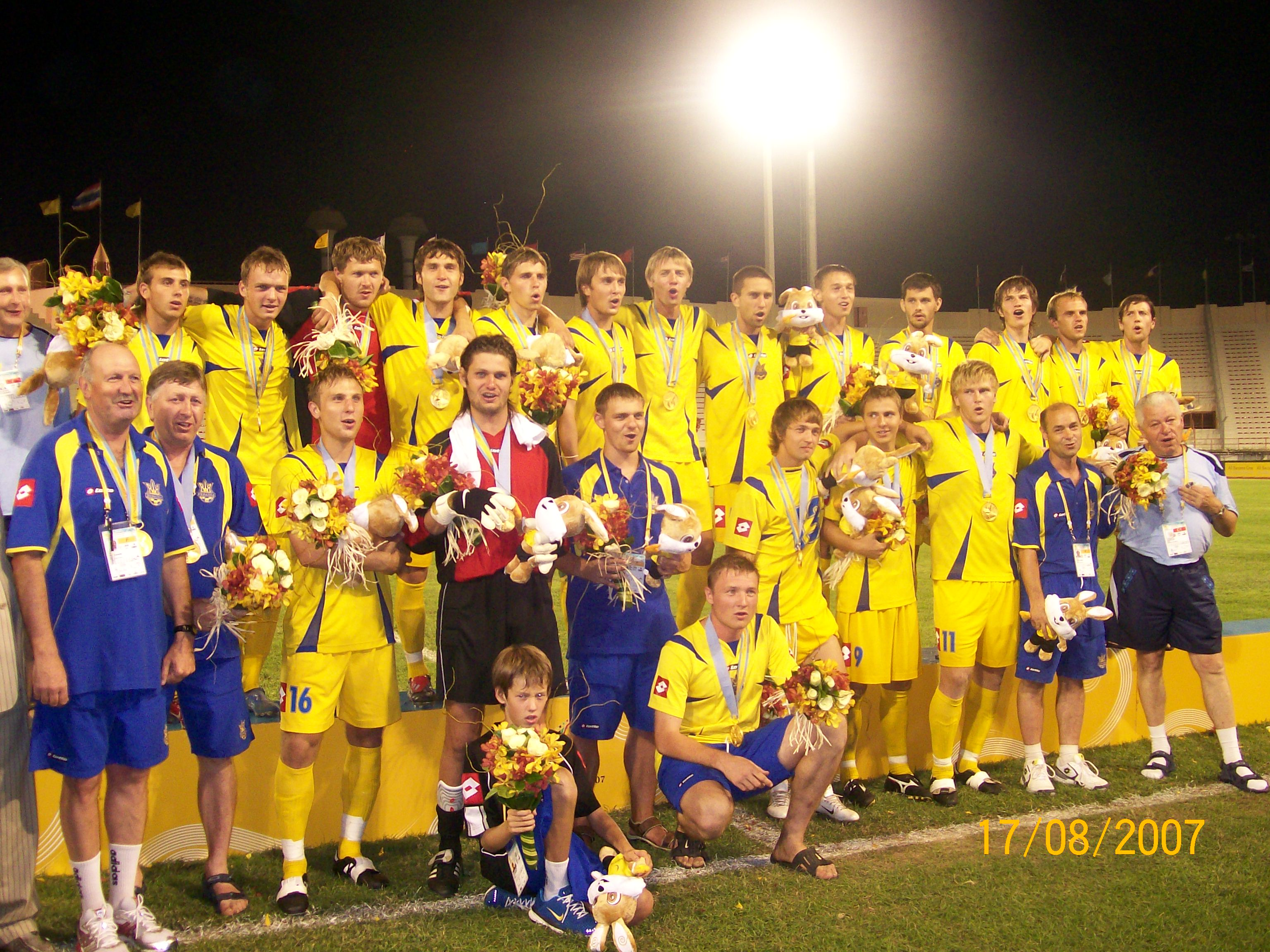
Чемпіони футбольної універсіади 2007

«Прикарпа́ття» — колишній український футбольний клуб з міста Івано-Франківська, заснований 2004 року. Виступав у Першій та Другій лігах ПФЛ. Влітку 2012 року клуб втратив статус професіонального, у 2013 році розформований.

## Історія
Колишні назви: 
- «Факел» (2004—2007)
- ФСК «Прикарпаття» (2007—2010)
- ПФК «Прикарпаття» (2010—2012)

Команда «Факел» виникла на базі Івано-Франківського національного технічного університету нафти і газу. На початках свою посильну матеріальну підтримку в існуванні молодого перспективного студентського клубу надавали керівники компанії «Нафтогаз України». З сезону 2004/05 «Факел» розпочав виступи у Другій лізі чемпіонату України (група «А»). У сезоні 2006/07 клуб посів 2-е місце у групі «А» Другої ліги, що дало йому можливість наступного року дебютувати в Першій лізі.
У міжсезоння шести гравцям клубу було присвоєно звання майстрів спорту міжнародного класу: В. Іконнікову, І. Гребинському, М. Ревуцькому, І. Худоб'яку, Р. Бочкуру і А. Запорожану. Усі вони в складі студентської збірної України стали переможцями всесвітньої Універсіади в Таїланді у 2007 році.
У липні 2007 року «Факел» було перейменовано на ФСК «Прикарпаття». 24 липня 2007 року на засіданні Бюро ПФЛ (у кількості 8-ми членів з 15-ти) ФК «Факел» згідно до листа № 161 від 18 липня 2007 року було виключено зі складу ПФЛ  і натомість на правах правонаступництва надано членство в цій організації ФСК «Прикарпаття» (Івано-Франківськ).
У сезоні 2007/2008 відбувся дебют команди у першолігових змаганнях, де вона посіла 17-е місце. Це означало, що згідно з регламентом змагань клуб мав опуститися до Другої ліги. Однак через відмову від участі в наступному сезоні у турнірі МФК «Миколаїв» «Прикарпаття» залишилося в Першій лізі.
Наступний 2008/2009 сезон команда закінчила "за крок" від зони вильоту (16-е місце). Колектив зберіг прописку за рахунок передчасного зняття зі змагань клубів «Княжа» та «Комунальник».
У липні 2009 року на тренерській лаві «Прикарпаття» Миколу Пристая замінив Сергій Пташник. Останній вже мав попередній досвід роботи з колективом в період його становлення. Було вирішено, що новопризначеному наставнику допомагатимуть Орест Дорош і Олександр Микуляк.
Сезон 2009/2010, як і попередній, клуб закінчив знову на межі вильоту (16-е місце). Команда зберегла прописку тепер вже завдяки передчасному зняттю з турніру ФК «Харків», а також накладених штрафних санкцій на тернопільську «Ниву».
Після переходу наприкінці 2010 року Сергія Пташника до бурштинського «Енергетика» місце головного тренера франківського клубу вкотре залишилося вакантним. За короткий час президент клубу Анатолій Ревуцький повідомив, що новим наставником команди стане Петро Кушлик.
21 березня 2011 стало відомо, що на тренерському містку «Прикарпаття» відбулася чергова рокіровка — Петра Кушлика змінив знайомий вже всім Микола Пристай. Його помічниками призначили Ігоря Диріва та Володимира Ковалюка (граючий тренер). Тим часом П. Кушлику запропонували одну з керівних управлінських посад у структурі клубу. Як пояснив М. Ревуцький, така зміна функцій П. Кушлика була пов'язана із тим фактом, що останній особисто за станом здоров’я попрохав звільнити його від виконання тренерських обов’язків. За якийсь час виявилося, що через завершення терміну тренерської ліцензії і М. Пристай не зможе закінчити сезон в якості головного наставника команди. Тому ще наприкінці квітня діями колективу почав керувати його помічник І. Дирів.
Улітку 2011 року клуб взагалі опинився на межі виживання. Сезон 2010/2011 команда повністю провалила, посівши передостаннє 17-е місце і маючи в графі поразок близько трьох десятків матчів. Якби не передчасне зняття з турніру клубу «Фенікс-Іллічовець», прикарпатці взагалі ризикували завершити чемпіонат на останній сходинці. Відтак наступний сезон іванофранківці мали розпочати класом нижче.
У липні 2011 року з'явилися новини про зміни в клубному господарстві «Прикарпаття». Його президентом став Олександр Шевченко (гендиректор головного спонсора клубу ТзОВ "Скорзонера"). Водночас попередній керманич прикарпатців Анатолій Ревуцький отримав посаду віце-президента клубу, а Петро Кушлик був представлений новим головним тренером. Процес юридичного оформлення реорганізованої клубної структури тривав не один місяць. Врешті керівництво ТзОВ «Скорзонера» групи «Приват», у власності якої перебував туристичний комплекс «Буковель», погодилося забезпечувати фінансування ПФК «Прикарпаття» протягом п'яти наступних років в обмін на перехід у його управління недобудованого стадіону "Рух" та прилеглої до нього земельної ділянки. Згодом, у зв'язку з невиконанням ТзОВ «Скорзонера» взятих на себе інвестиційних зобов'язань стосовно функціонування футбольного клубу, Івано-Франківська міська рада анулювала укладений між ними договір. Незважаючи на те, що в друголіговому чемпіонаті сезону 2011/2012 «Прикарпаття» фінішувало в середині турнірної таблиці групи «А», по його завершенню через фінансові негаразди воно втратило статус професійного клубу і вже наступного року було розформовано. 6 червня 2012 року органи ПФЛ повідомили, що за підсумками атестування івано-франківський клуб не виконав необхідних ліцензійних вимог і з наступного сезону не буде допущений до участі в професійних змаганнях.

## Уболівальники

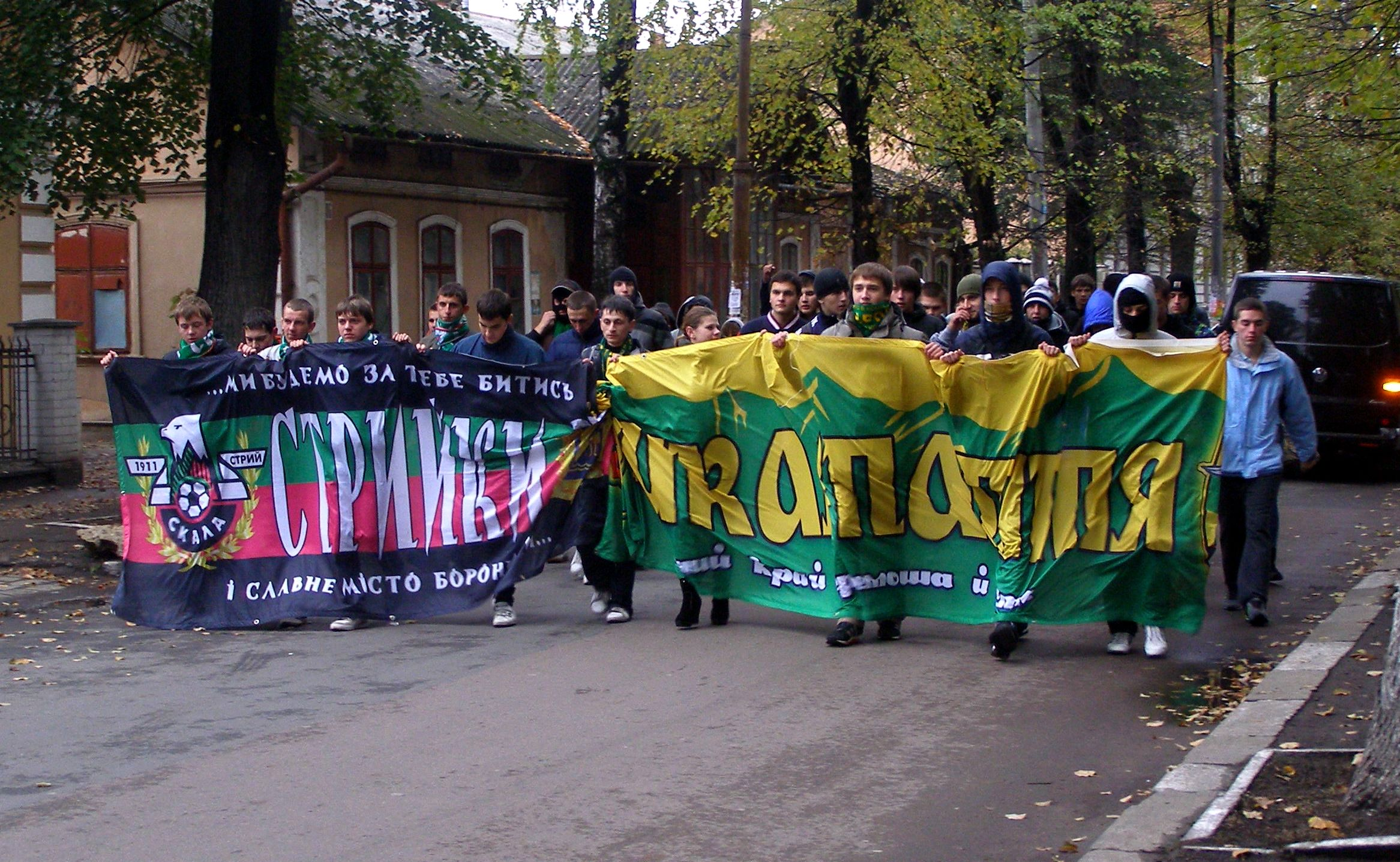
Спільний марш фанів «Прикарпаття» та «Скали» в Івано-Франківську

Фанати «Прикарпаття» підтримували добрі стосунки з уболівальниками «Скали», «Десни» та «Оболоні», а неприязно ставилися до фанатів «Ниви» (Тернопіль), «Буковини», «Закарпаття» та «Чорноморця». Принциповим протистоянням було дербі «Енергетик» (Бурштин) — «Прикарпаття». Протистояння з "Нивою" (Тернопіль) і "Карпатами" (Львів) називають "Галицьким дербі".

### Відвідування
Відвідуваність домашніх матчів клубу, середня кількість глядачів на грі чемпіонату країни впродовж сезону:
- зелений колір — перша ліга
- жовтий — друга ліга

## Попередня емблема клубу

Емблема ФК «Факел»

## Всі сезони
| Сезон   | Чемпіонат     | Чемпіонат | Чемпіонат | Чемпіонат | Чемпіонат | Чемпіонат | Чемпіонат | Чемпіонат | Кубок                  | Кубок | Кубок | Кубок | Кубок | Кубок | Кубок | Примітка          |
| Сезон   | Ліга          | Місце     | І         | В         | Н         | П         | М         | О         | Етап                   | І     | В     | Н     | П     | М     | О     | Примітка          |
| ------- | ------------- | --------- | --------- | --------- | --------- | --------- | --------- | --------- | ---------------------- | ----- | ----- | ----- | ----- | ----- | ----- | ----------------- |
| 2004/05 | Друга Група А | 4 з 15    | 28        | 15        | 4         | 9         | 38−35     | 49        | 1/32 фіналу            | 1     | 0     | 0     | 1     | 0−7   | 0     | «Факел»           |
| 2005/06 | Друга Група А | 2 з 16    | 28        | 19        | 5         | 4         | 56−24     | 62        | 1/32 фіналу            | 1     | 0     | 0     | 1     | 0−1   | 0     | «Факел»           |
| 2006/07 | Друга Група А | 2 з 15    | 28        | 18        | 5         | 5         | 39−18     | 59        | 1/32 фіналу            | 1     | 0     | 0     | 1     | 0−1   | 0     | «Факел»           |
| 2007/08 | Перша         | 17 з 20   | 38        | 11        | 6         | 21        | 37−67     | 39        | Другий попередній етап | 1     | 0     | 0     | 1     | 0−3   | 0     | ФСК «Прикарпаття» |
| 2008/09 | Перша         | 16 з 18   | 32        | 7         | 7         | 18        | 26−54     | 28        | Другий попередній етап | 1     | 0     | 0     | 1     | 0−3   | 0     | ФСК «Прикарпаття» |
| 2009/10 | Перша         | 16 з 18   | 34        | 5         | 7         | 22        | 26−68     | 22        | 1/32 фіналу            | 1     | 0     | 0     | 1     | 0−3   | 0     | ФСК «Прикарпаття» |
| 2010/11 | Перша         | 17 з 18   | 34        | 5         | 1         | 28        | 27−82     | 16        | Другий попередній етап | 1     | 0     | 0     | 1     | 0−1   | 0     | ПФК «Прикарпаття» |
| 2011/12 | Друга Група А | 6 з 14    | 26        | 11        | 6         | 9         | 40−32     | 33        | Другий попередній етап | 1     | 0     | 0     | 1     | 1−2   | 0     | ПФК «Прикарпаття» |
| Всього  | Перша         | 4 сезони  | 138       | 28        | 21        | 89        | 116−271   | 105       | >8 сезонів             | 8     | 0     | 0     | 8     | 1−21  | 0     |                   |
| Всього  | Друга         | 4 сезони  | 110       | 63        | 20        | 27        | 173−109   | 203       |                        |       |       |       |       |       |       |                   |

## Відомі гравці
- Олександр Батальський
- Андрій Башлай
- Сергій Беженар
- Сергій Борисенко
- Дмитро Бровкін
- Юрій Бровченко
- Юрій Бушман
- Олег Веприк
- Андрій Веретко
- Андрій Гурський
- Андрій Деркач
- Денис Єршов
- Олександр Згура
- Руслан Івашко
- Андрій Канюк
- Олег Бабюк
- Володимир Ковалюк
- Іван Козоріз
- Олександр Микуляк
- Руслан Мостовий
- Андрій Нестерук
- Жолт Нодь
- Павло Онисько
- Сергій Пономаренко
- Всеволод Романенко
- Роман Свінцицкий
- Андрій Соколенко
- Володимир Федорів
- Ігор Худоб'як

## Тренери
- 2004–07.2008: Сергій Пташник
- 07.2008–11.2008: Степан Матвіїв
- 11.2008–07.2009: Микола Пристай
- 07.2009–12.2010: Сергій Пташник
- 01.2011–03.2011: Петро Кушлик
- 03.2011–06.2011: Микола Пристай
- 07.2011–06.2012: Петро Кушлик